# 점주
점주는 백미/찹쌀로 빚은 술이다.

## 기록
- 음식디미방(閨壼是議方) - “백미 한되를 물에 하룻밤 담갔다가 가루로 빻아서 반죽하여 구멍이 뚫린 떡으로 빚어서 삶는다. 이 떡을 모두 떡 삶은 물로 멍울이 없게 풀어서 가루누룩 한되를 섞은 다음 사흘을 맞는 아침에 덧술을 한다. 덧술은 아침에 찹쌀 한말을 뜨물이 안 나오도록 씻어 담갔다가 낮에 물을 뿌려가며 잘 찐다. 전날 저녁에 물 한말을 끓여 차게 식혀두었다가 덧술하는 술밥에 풀어서 밑술과 합친다. 항아리는 끓는 물로 잘 부셔서 쓴다. 덧술을 빚은 지 7일 후에는 마실 수 있다.”
- 주방문(酒方文) - “밑술은 백미 한되를 물에 담갔다가 가루로 만들어 물송편을 빚어 삶아낸 떡을 삶은 물 한 사발로 다시 풀어 누룩 8홉을 곱게 쳐서 섞고 빚어넣는다. 나흘 후에 덧술을 한다. 덧술은 찹쌀 한말을 물에 담갔다가 찌는데, 물 닷되를 뿌려가면서 잘 무르게 찐다. 이 술밥을 밑술에 섞어서 빚어넣는다.”[1]